# Petar Planić
Petar Planić (Kirin Serbia: Петар Планић; sinh ngày 16 tháng 3 năm 1989) là một hậu vệ bóng đá người Serbia thi đấu cho PSIS Semarang của Liga 1.

## Sự nghiệp
Anh bắt đầu thi đấu ở Metalac Trgovački. Năm 2009, anh đến OFK Beograd, thi đấu 3 mùa giải, thường ở vị trí hậu vệ phải. Sau đó anh chuyển đến BSK Borča và thi đấu ở vị trí hậu vệ phải, và trung vệ. Sau khi xuống hạng từ Serbian SuperLiga, anh rời câu lạc bộ, và gia nhập Sloga Petrovac na Mlavi. Sau đó anh gia nhập câu lạc bộ tại Giải bóng đá ngoại hạng Liban Nejmeh SC
Năm 2018, anh gia nhập câu lạc bộ tại Liga 1 Indonesia PSIS Semarang.

## Thống kê sự nghiệp
Tính đến 27 tháng 8 năm 2016
| Thành tích câu lạc bộ | Thành tích câu lạc bộ   | Thành tích câu lạc bộ | Giải vô địch | Giải vô địch | Cúp     | Cúp       | Châu lục | Châu lục  | Tổng cộng | Tổng cộng |
| Mùa giải              | Câu lạc bộ              | Giải vô địch          | Số trận      | Bàn thắng    | Số trận | Bàn thắng | Số trận  | Bàn thắng | Số trận   | Bàn thắng |
| --------------------- | ----------------------- | --------------------- | ------------ | ------------ | ------- | --------- | -------- | --------- | --------- | --------- |
| 2005–06               | Metalac Trgovački       | Giải vô địch West     | 1            | 0            | 0       | 0         | 0        | 0         | 1         | 0         |
| 2006–07               | Metalac Trgovački       | Giải vô địch West     | 17           | 0            | 0       | 0         | 0        | 0         | 17        | 0         |
| 2007–08               | Metalac Trgovački       | Giải vô địch West     | 18           | 0            | 0       | 0         | 0        | 0         | 18        | 0         |
| 2008–09               | Metalac Trgovački       | Giải vô địch West     | 27           | 0            | 0       | 0         | 0        | 0         | 27        | 0         |
| 2009–10               | OFK Beograd             | SuperLiga             | 21           | 1            | 0       | 0         | 0        | 0         | 21        | 1         |
| 2010–11               | OFK Beograd             | SuperLiga             | 15           | 0            | 1       | 0         | 0        | 0         | 16        | 0         |
| 2011–12               | OFK Beograd             | SuperLiga             | 6            | 0            | 1       | 0         | 0        | 0         | 7         | 0         |
| 2012–13               | BSK Borča               | SuperLiga             | 23           | 0            | 0       | 0         | 0        | 0         | 23        | 0         |
| 2013–14               | Sloga Petrovac na Mlavi | First League          | 24           | 3            | 0       | 0         | 0        | 0         | 24        | 3         |
| 2014–15               | Sloga Petrovac na Mlavi | First League          | 29           | 1            | 2       | 0         | 0        | 0         | 31        | 1         |
| 2015–16               | Sloga Petrovac na Mlavi | First League          | 21           | 1            | 1       | 0         | 0        | 0         | 22        | 1         |
| 2016–17               | Radnik Surdulica        | SuperLiga             | 1            | 0            | 0       | 0         | 0        | 0         | 1         | 0         |
| Tổng cộng sự nghiệp   | Tổng cộng sự nghiệp     | Tổng cộng sự nghiệp   | 203          | 6            | 5       | 0         | 0        | 0         | 207       | 6         |